# デザインスクール・コリング
デザインスクール・コリング（英語：Design School Kolding, デンマーク語：Designskolen Kolding）は、デンマークのコリングにある美術学校。学部・大学院課程を有しており、次に挙げる学科を提供している。ファッション、テキスタイル、コミュニケーションデザイン、インダストリアルデザイン、アクセサリーデザイン、舞台デザイン（舞台デザインは修士課程でのみ設置）。1967年に設立され、2010年に大学として認可された。

## 沿革
デザインスクール・コリングは1967年にコリング芸術・工芸学校（Kolding School of Arts & Crafts）という名のもと、テキスタイルと広告デザインに特化した学校として開学した。その後、学科の数は次第に増加していき、2010年にはデザイン教育・研究を行う大学として認可を受けた 。クムルス（Cumulus, 国際美術・デザイン・メディア系大学協会）の加盟校である。2014年、『ドムス・マガジン（Domus Magazine）』は同校をヨーロッパで最も優れたデザイン系学校ベスト50の一校に選出した。H&Mデザイン賞に参加している国際的デザイン学校の一つでもある。

## 学位課程
学士・大学院課程（博士課程を含む）を有しており、次の学科が設置されている。ファッション、テキスタイル、アクセサリーデザイン、コミュニケーションデザイン、インダストリアルデザイン、舞台デザイン（舞台デザインは修士課程のみ）。また、南デンマーク大学と共同運営するデザインマネジメント専攻を修士課程プログラムとして提供している。

## 著名な卒業生
- Louise Hindsgavl, sculptor[7]